# Contraban
|  | Per a altres significats, vegeu «Contraban (desambiguació)». |

El contraban és un acte delictiu mitjançant el qual es passen mercaderies d'un indret a un altre (separats per una frontera o divisió establerta i acordada) sense declarar-ho a les autoritats i, si s'escau, sense pagar els aranzels corresponents.

## Diferents tipus de contraban
En èpoques de guerra o revolucions és habitual el contraban d'armes, en alguns casos fins i tot fomentat pels estats que donen suport a algun dels bàndols o que estan interessats a allargar el conflicte. Un exemple de contraban durant la Guerra Civil espanyola foren els mugalaris, gent que ajudava a perseguits polítics que s'havien d'exiliar a travessar la frontera entre el País Basc i l'Estat francès.
En èpoques d'autarquia o dificultats al comerç exterior, el contraban se sol centrar en articles de primera necessitat, que són difícils de trobar als mercats legals, o en altres casos a productes de luxe o superflus, gravats amb molts d'imposts (tabac, licor, objectes electrònics).
En molts de casos el contraban cessa quan canvien les circumstàncies que l'han afavorit, com són els casos citats anteriorment, o l'abolició de la llei seca als Estats Units, però en altres, perduren i fins i tot es fan més forts al llarg del temps, com és el cas de les drogues.

## Casos particulars

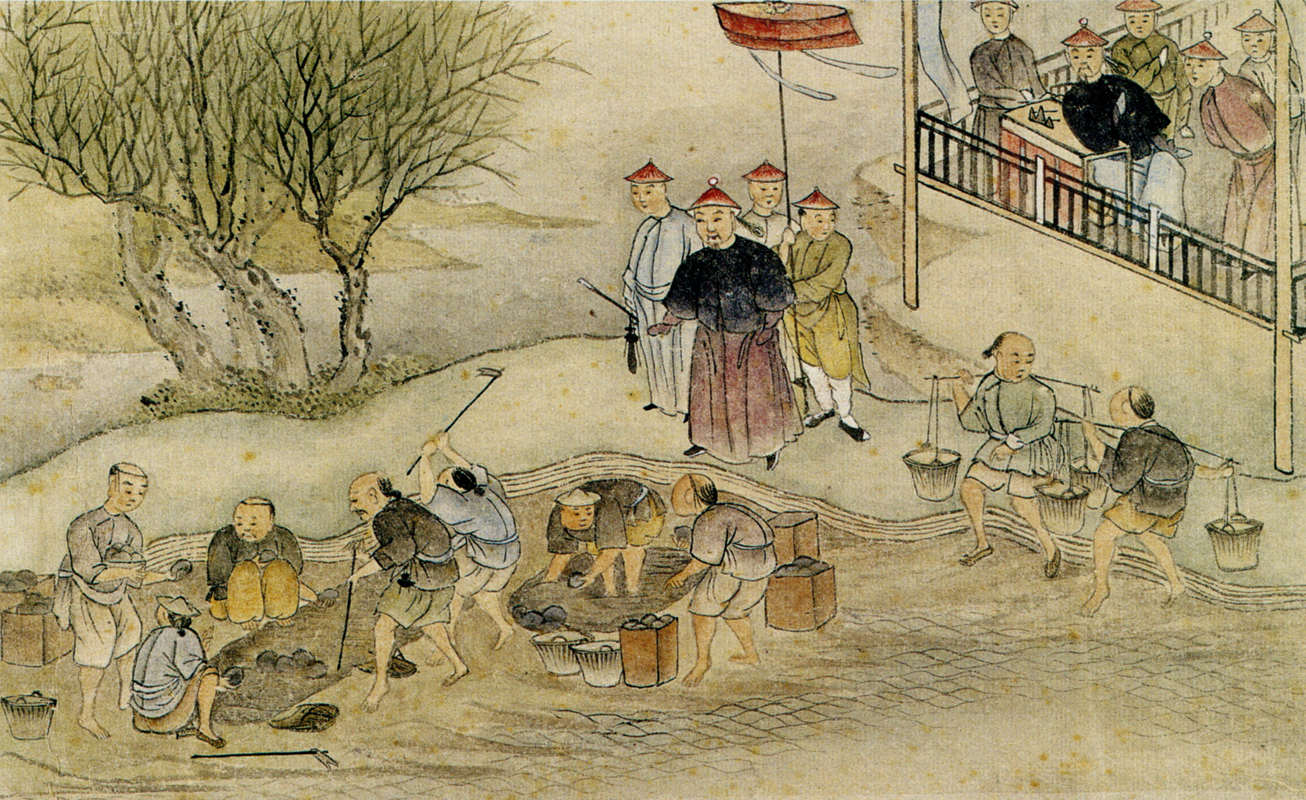
Destrucció d'opi

Cada cas de contraban va associat a una llei prèvia, una prohibició, un impost o conceptes similars. Una llista d'articles que tracten dels temes esmentats és la següent:
- Estanc. Per exemple l'estanc del tabac.[1][2]
- Dret de la bolla.[3][4]
- Burot.[5][6]
- Gabella. Per exemple les gabelles de la sal.[7][8]
- Guerres de l'Opi.[9][10][11]

El contraban de l'opi està relacionat amb els anomenats «clípers de l'opi».

## Coses vedades
Les lluites durant segles entre els regnes cristians i musulmans comportaren la definició i classificació d’aquelles mercaderies que podien afavorir l’enemic. I es promulgaren lleis que prohibien exportar-les a territoris islàmics. Aquestes mercaderies prohibides s'anomenen en documents antics «coses vedades». Cal tenir en compte que hi ha coses vedades per altres motius.
| « | ... coses vedades, ço és a saber: pegunta, seu, alquitrà, fusta, cànem, fil d’eixàrcia, ferre, armes e cavalls... | » |
| — | |   |

Les exportacions autoritzades de coses vedades eren enregistrades per l’autoritat corresponent. La Generalitat valenciana guardava quaranta tres volums de les activitats esmentades. El contraban de coses vedades només quedava recollit quan era descobert i interceptat.

## Literatura
Moltes obres literàries esmenten el contraban o fan que la seva pràctica tingui un paper important dins de l’argument. Per exemple «Flor de Mayo» de Vicent Blasco Ibáñez. O la més moderna «Tai Pan», de James Clavell, inspirada en la primera guerra de l’opi.

## Persones acusades per contraban
- Al Capone, (1899 - 1947)
- Joan March i Ordinas, (1880 - 1962)
- Jordi Ausàs i Coll, (2012)